# بویارکا
شهر بویارکا (به روسی: Боярка) در استان کیف در کشور اوکراین واقع شده‌است. جمعیت این شهر ۳۵٬۹۶۸ نفر است.

## نگارخانه

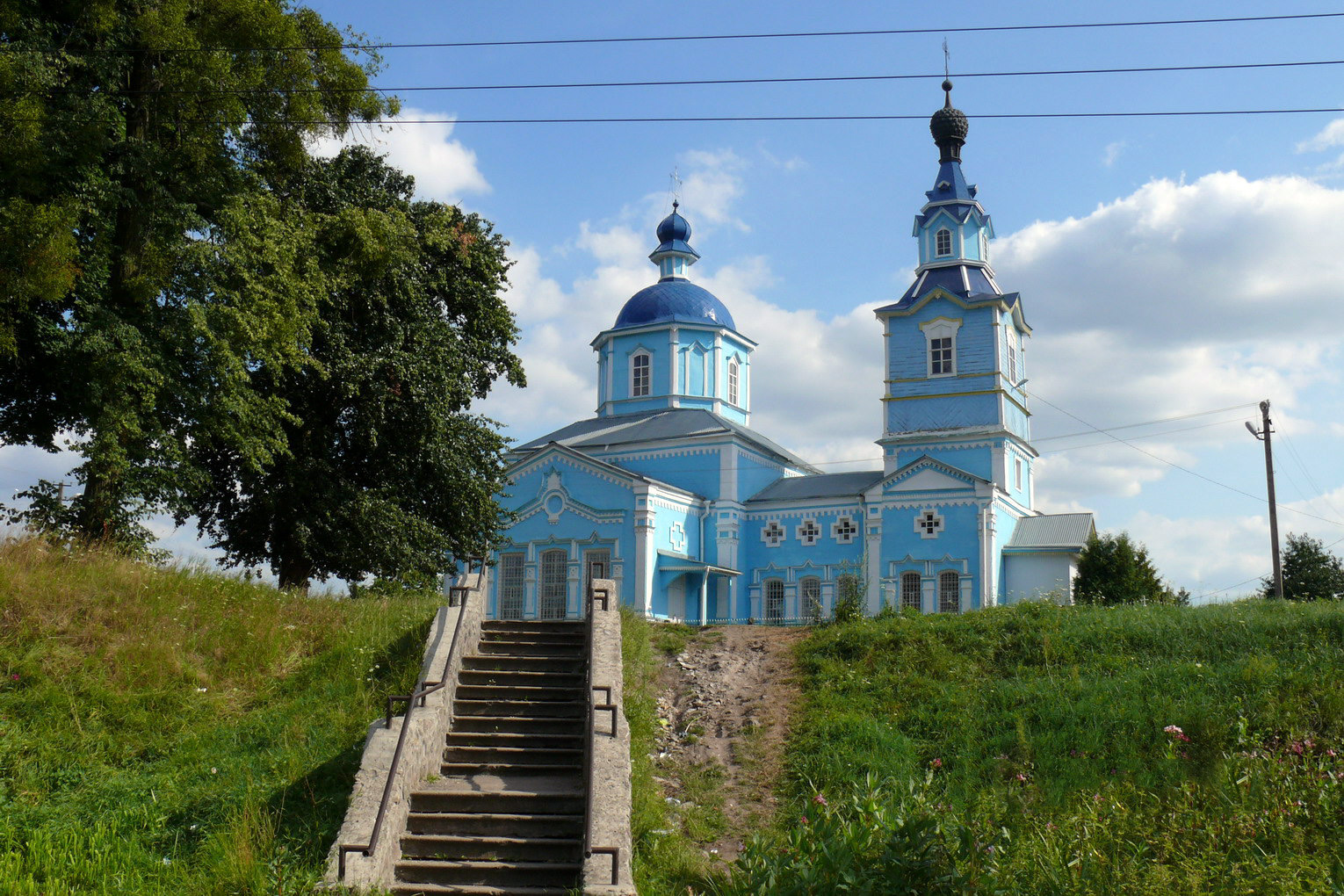
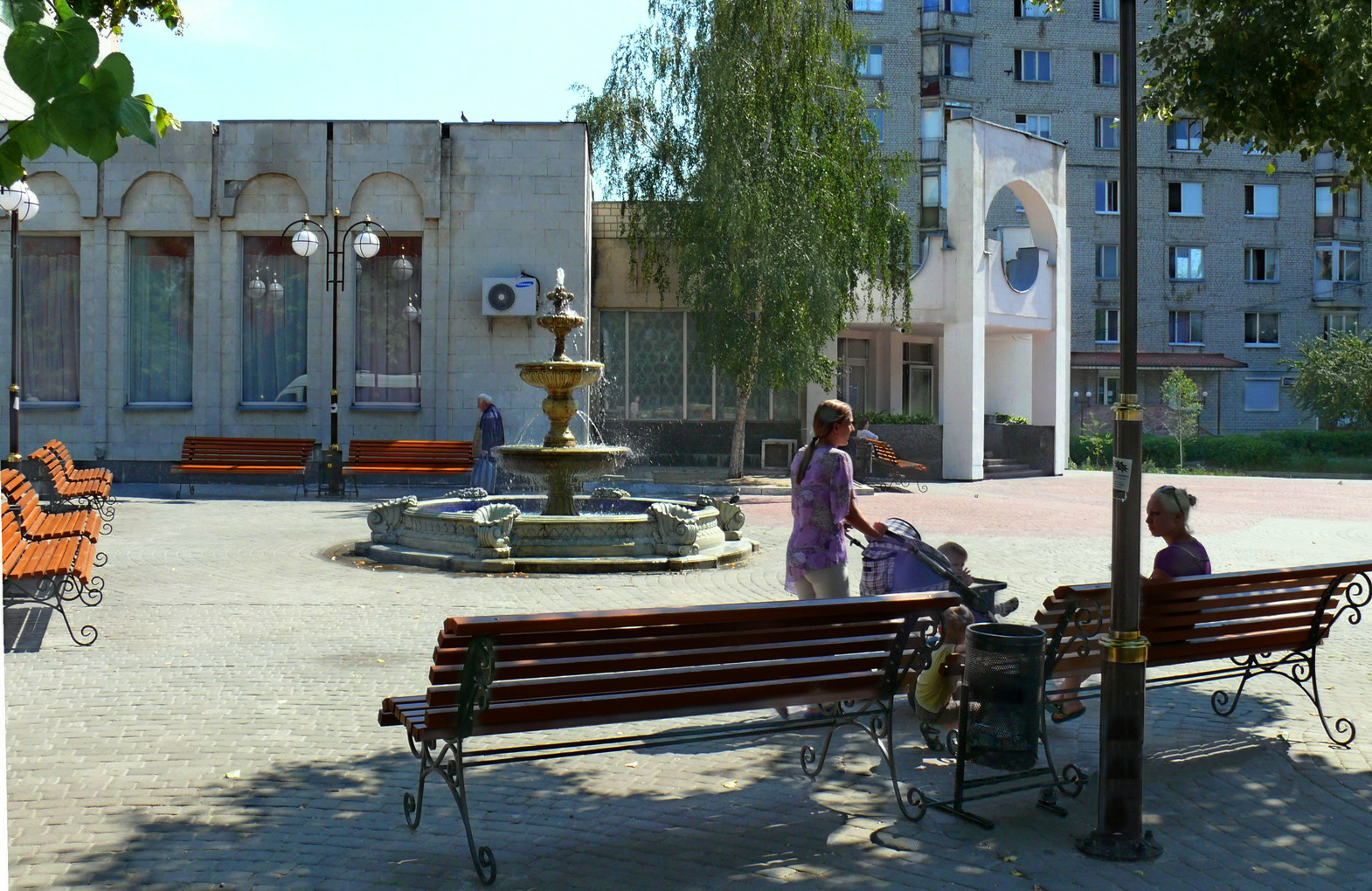
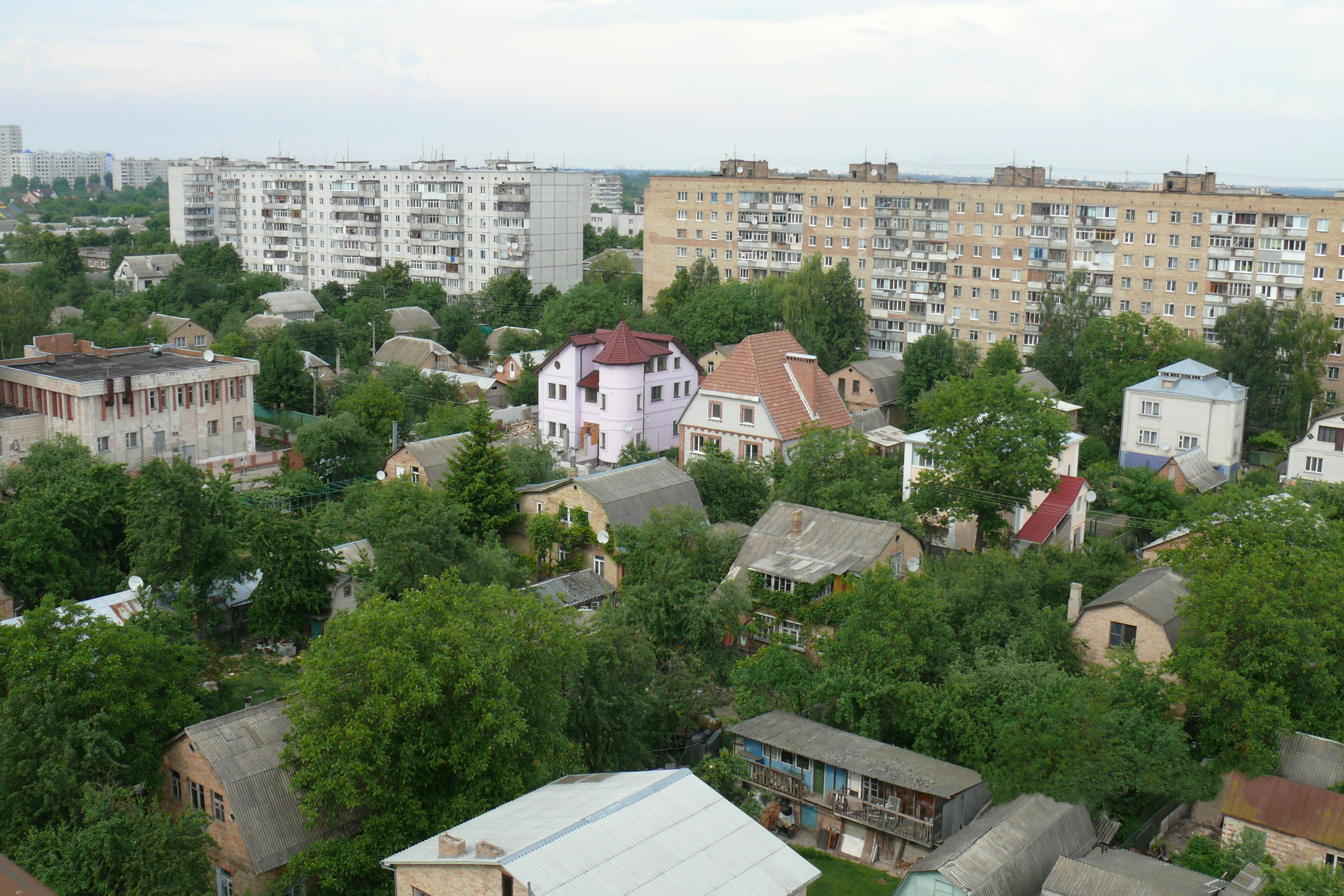
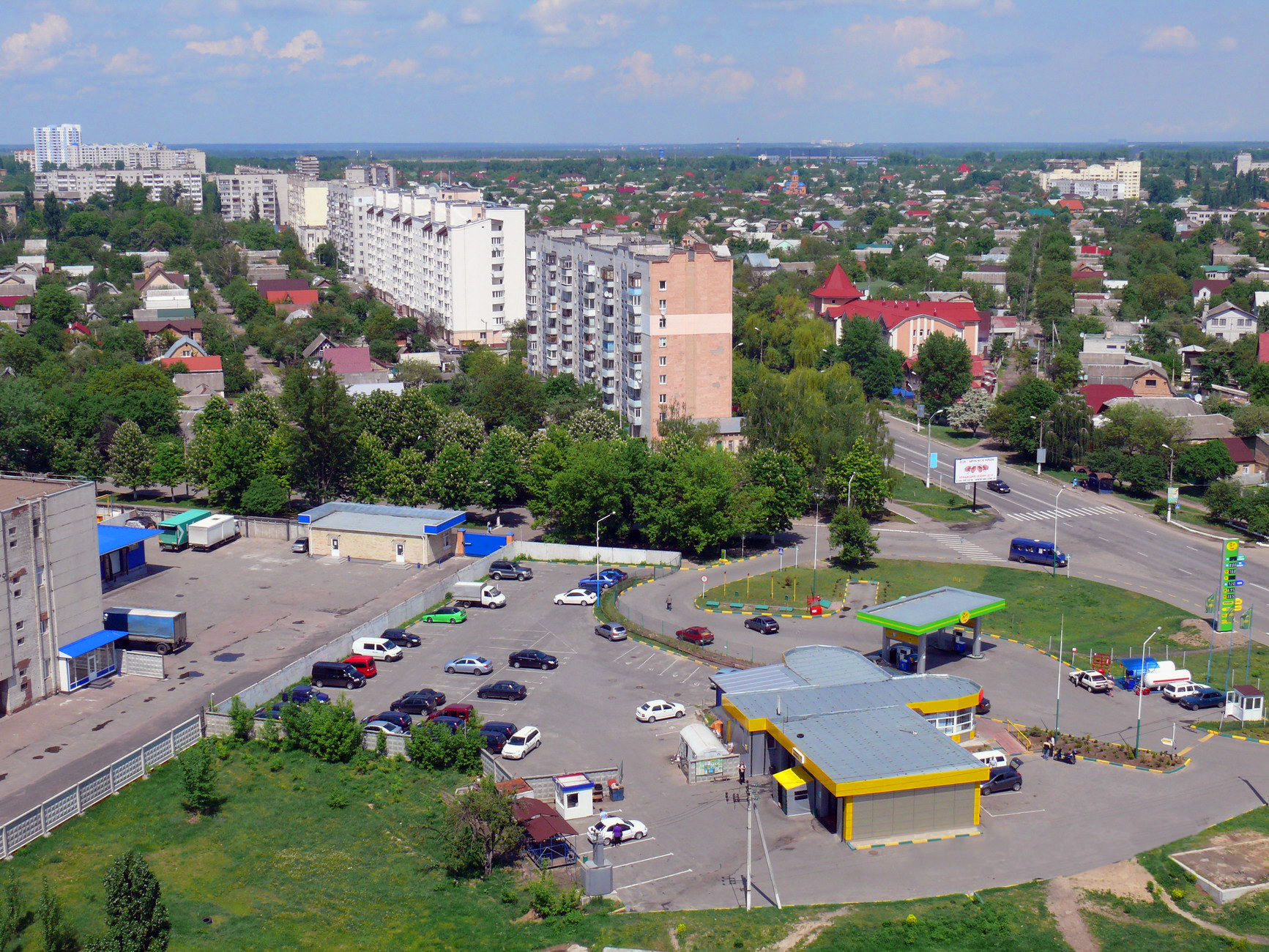
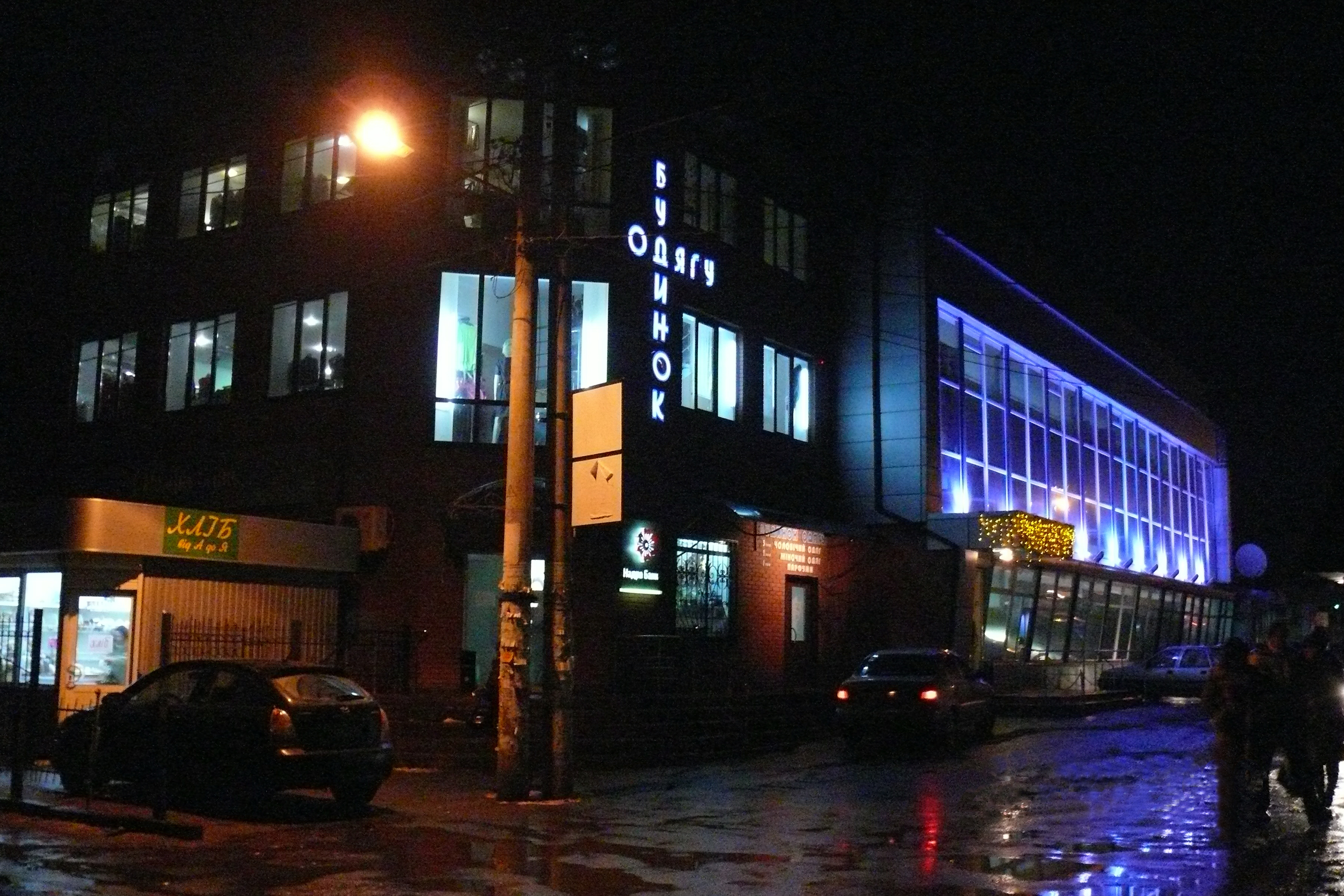
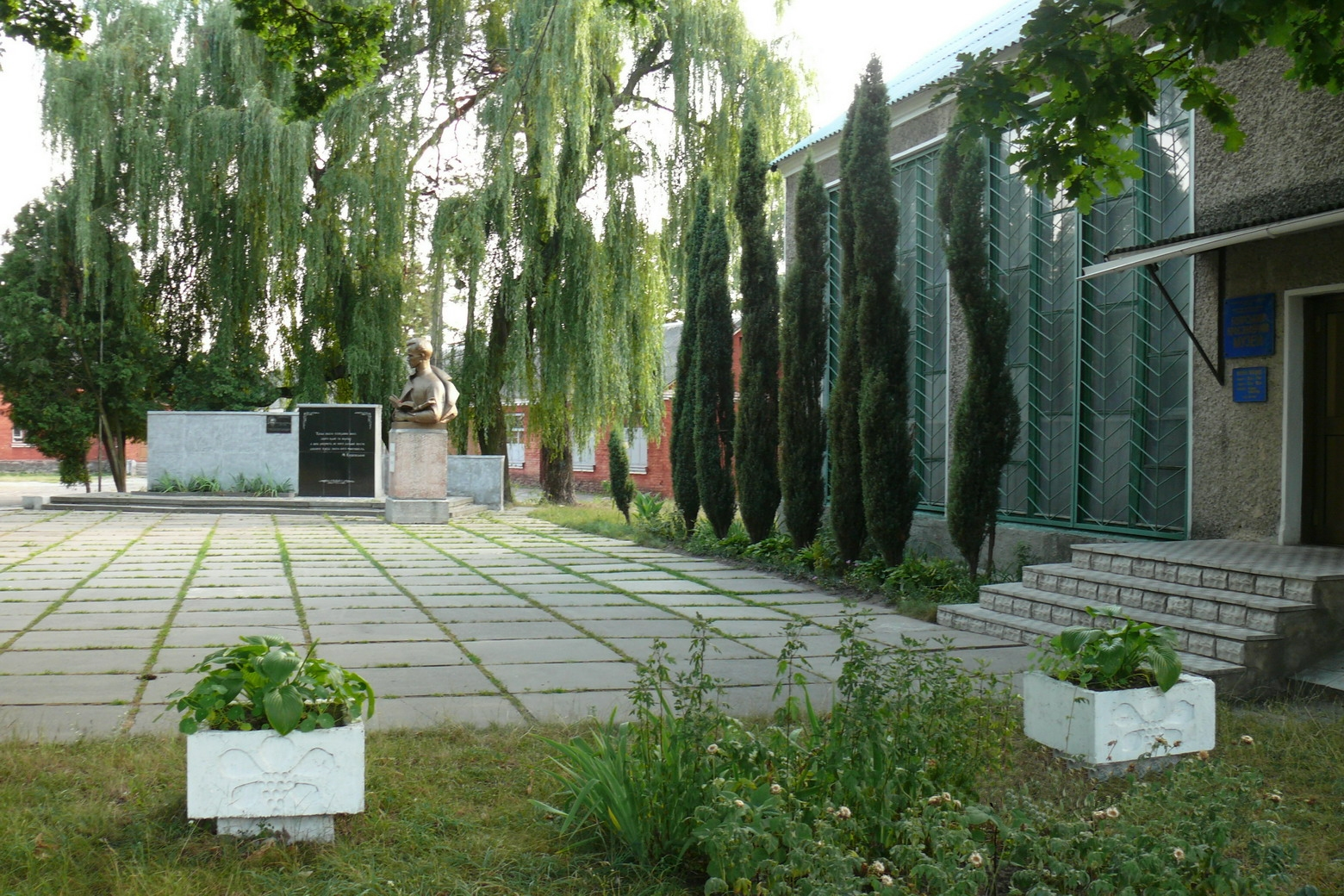
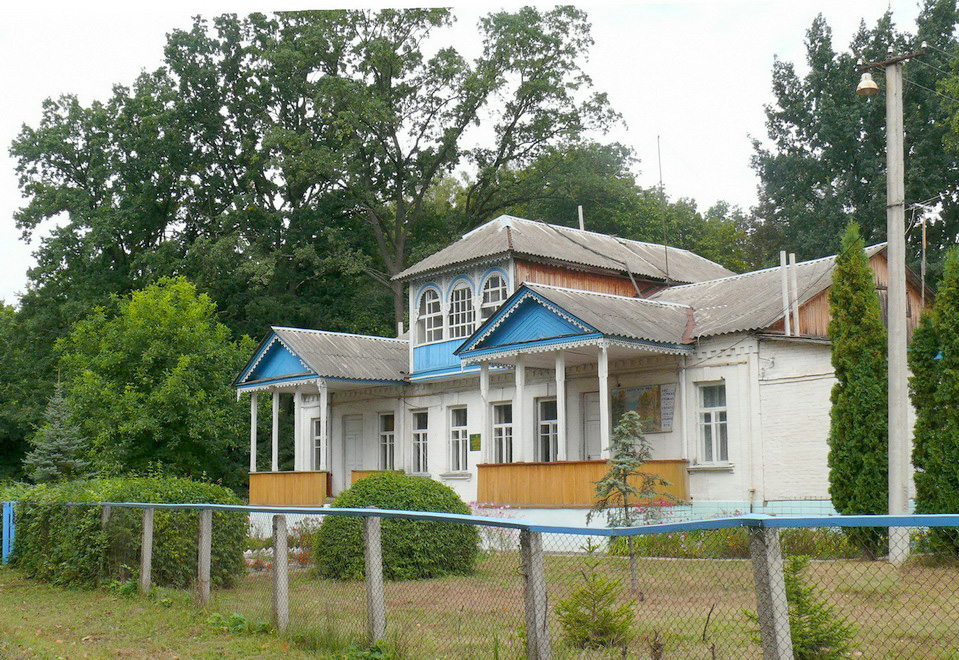
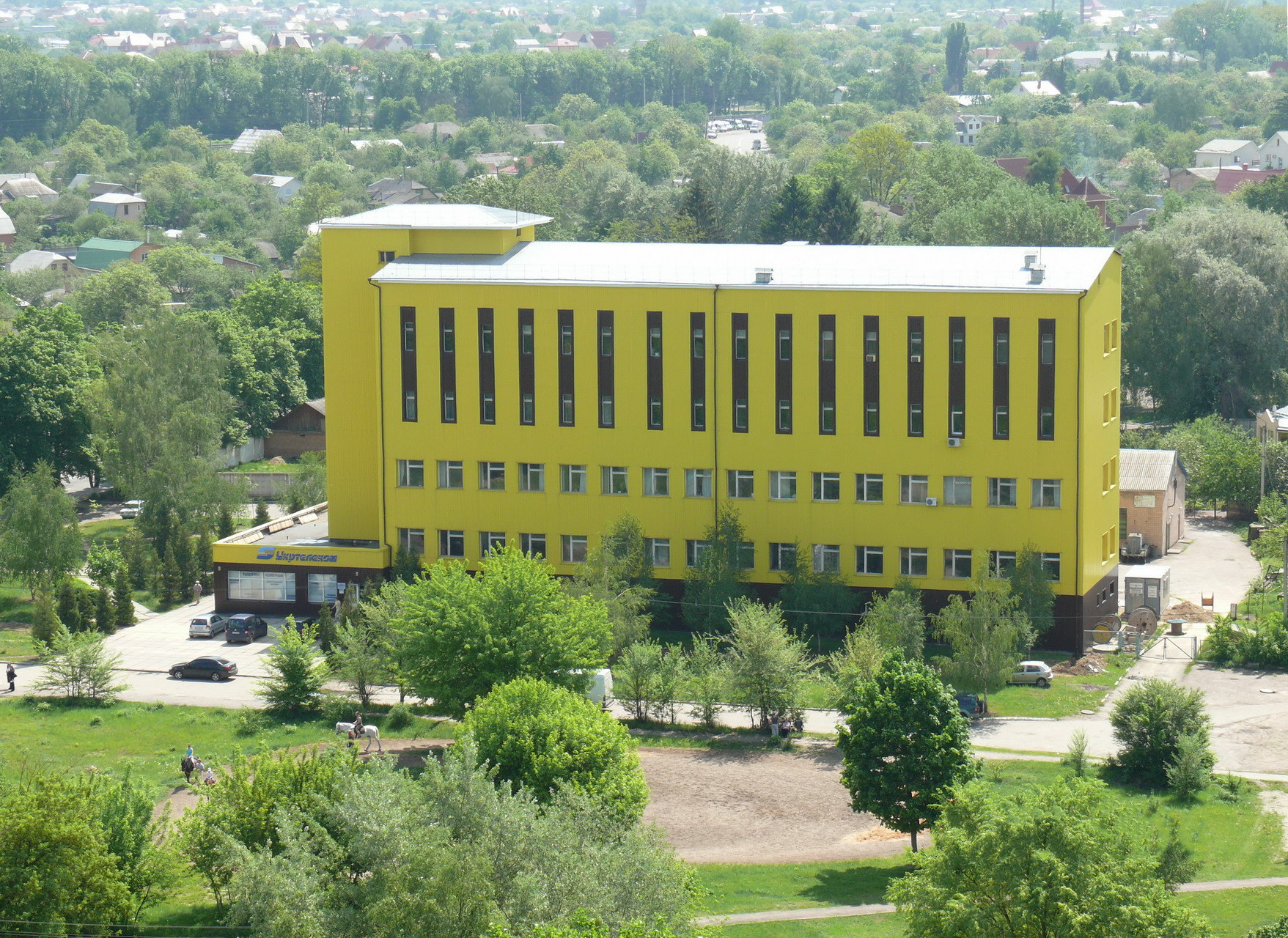